# Várkert-kioszk
A Várkert-kioszk vagy Várkert palota (egy időben Várkert Kaszinó), a budai királyi palotát övező kertek lezárásaként épült a Várkert Bazárral egy időben. A neoreneszánsz épület Budapest I. kerületében található, az Ybl Miklós tér 9–10. szám alatt. 2008 óta rendezvényhelyszín. Az épület 2018 tavaszán teljes körű felújítás után, megújult külsővel Ybl Budai Kreatív Ház néven nyitott újra.

## Az épületről

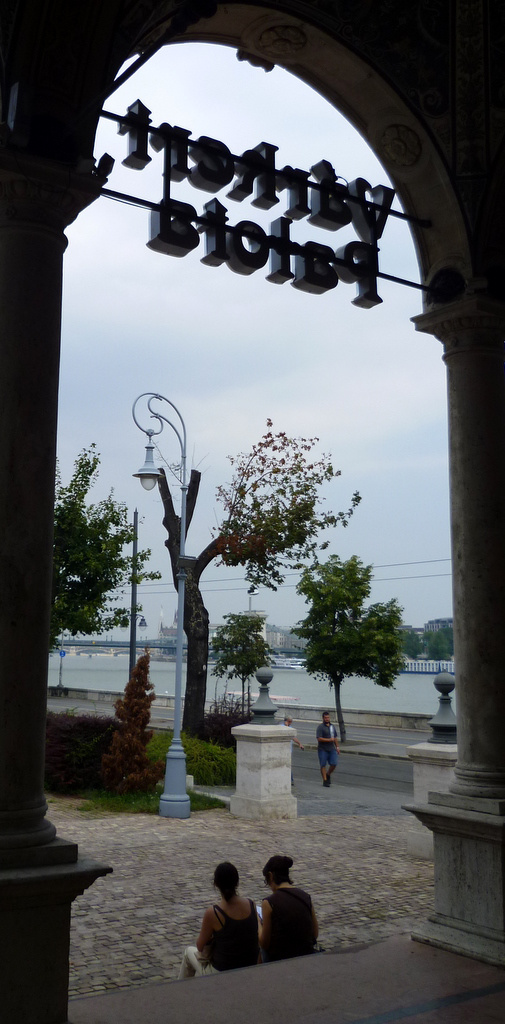

A Várkertbazár és Kioszk gyönyörű épületegyüttesét Ybl Miklós tervezte. Az 1872-es fővárosi szabályozási terv része volt a királyi palotát körülölelő kertek alján épült szegényes házsor lebontása és helyére a gyönyörű palota rangjához illő új épületegyüttes felállítása. Ybl Miklós terve nyerte el városatyáink tetszését, aki megálmodta a neoreneszánsz stílusban felépült Várkert-együttest. Az építkezéseket véglegesen 1882-ben fejezték be. Ybl az egész kertarchitektúrát két hasonló stílusjegyet viselő bérházzal zárta le. Az előttük található Várkert Kioszk épülete eredetileg a Királyi Palota vízellátási rendszerének gépházaként épült.
Az eklektikus épület reneszánsz és barokk stílusjegyek dekoratív ötvözete. A finom szobrászmunkákkal a Schröffl testvéreket (György és Ármin) bízták meg, a sgraffito technikával készült groteszk falfestmények Scholtz Róbert munkái.
A firenzei reneszánsz stílusát idéző gyönyörű Duna-parti épület északi része (a mai recepció) a kávéházat, a déli része (nagyterem, boltíves terem) a vízmű gépészeti berendezéseit foglalta magába, míg a gépterem feletti részen (galéria) a gépész lakása volt. A két rész között magasodik a toronyépítmény, amely a gőzkazánok kéményét rejtette. Ybl így mesteri módon rejtette el a szerkezetet.

### A ciszternarendszer

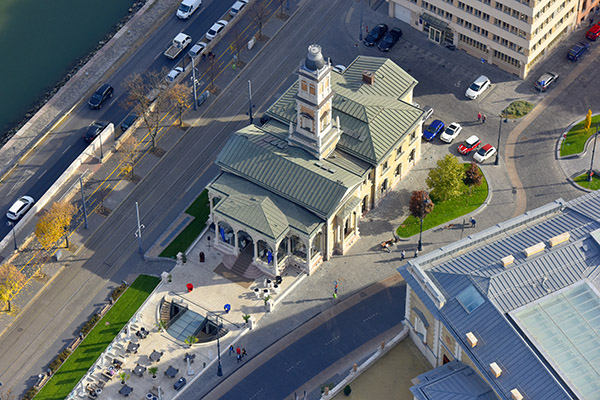
Madártávlatból

2009 áprilisában, egy csatornaépítés során találták meg azt a – már teljesen elfeledett – hat teremből álló ciszternarendszert, amelyben kavicsréteg szűrte meg a Duna-vizet a várbeli felhasználásra, egészen a fővárosi közművek kiépüléséig.
Az összesen hat terem eredetileg gőzszivattyúháznak épült Várkert-kioszk mellett északra. A műszaki létesítményt hajdan a királyi palota vízellátására építették, ám a feltárást megelőző évtizedekben feledésbe merült.
A ciszternák mellett, a Duna felé, kicsit mélyebben egy vízgyűjtő alagút húzódik, amelynek valamennyi teremmel kapcsolata van. A bolthajtású ciszternák három méretben épültek, van köztük két nagy, amelyek ötször három boltszakaszosak. A közepesek kétszer három boltszakaszosak, a kicsik pedig egyszer három boltszakasszal épültek. Teljes belmagasságuk körülbelül négy méter lehet. Nyilvánvalóan kellett lennie még egy nagy gyűjtőmedencének is, a ciszternáktól délre, ennek pontos helyét azonban még nem sikerült meghatározni (2010). A régészek ugyan rábukkantak egy eltemetett helyiségre a kioszk sarkánál, azonban a törmelék miatt nem sikerült egyértelműen a medenceként azonosítani.
A ciszternarendszer a Várbazár és a Várkert-kioszk építésével egy időben, 1874 és 1879 között készült. A Duna vizét a hermetikusan zárt, csak az alagúttal kapcsolatban lévő ciszternákban elhelyezett kavicsréteg segítségével tisztították meg, majd a kioszk épületéből vezetéken nyomták fel a királyi palotához, hogy a vár ivóvízszükségletét biztosítsák. Később, amikor a fővárosban kiépültek a közművek, a ciszternák elvesztették szerepüket, így legalább nyolcvan-száz éve ember sem nagyon járt bennük. A Kulturális Örökségvédelmi hivatal szakembere szerint mint ipartörténeti érdekességek feltétlenül megmentésre méltók, azonban esetleges későbbi bemutatásukról a tulajdonos első kerületi önkormányzat határozhat.

## Története

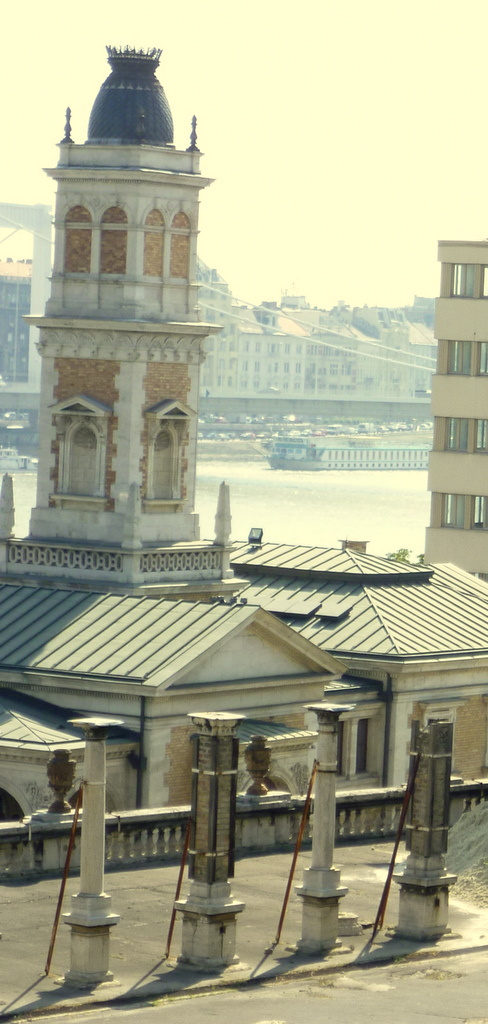
A Várkert-kioszk toronyépítmény, amely a gőzkazánok kéményét rejtette

A Várkert Kioszk 1875-től 1882-ig épült Ybl Miklós tervei alapján, a Várkert Bazárral egy időben. A szabadon álló épület a királyi palotát vízzel ellátó szivattyúgépházat rejtette magában. A vizet a Dunából nyerték, majd tisztítás után két gőzgéppel hajtott szivattyú segítségével nyomták fel a Várba. A helyszíni kivitelezés 1875 tavaszán el is indult, de 1876-ban megakadt az árvíz miatt. Négy év alatt azonban teljesen elkészült, mert 1879-ben már laktak benne, gépei már a befejezés előtt, 1877. július 3-tól kezdődően működtek. Az új vízmű 1881-től kezdve az egész Várhegyet kiszolgálta a régi helyett. Főhomlokzata elé 1896-ban állították fel Czigler Győző mészkő talapzatára Mayer Ede: Ybl Miklós-szobrát.
A gépház idővel elvesztette szerepét, az épület pedig a nagyközönség szórakoztatásában kapott kiemelkedő szerepet. A kis szivattyútelep az északi oldalon elegáns, loggiás bejáratú kioszkkal egészült ki. 1905-ben kávéházként építették újjá, majd 1913-ban zenepavilonná alakították át. 40 évig elegáns café-restaurantként üzemelt. Visszaemlékezések szerint ekkor a Kioszk előtt nagy kert volt tánctérrel, a teraszon zenekarral. Az épületen belül esténként kártyaterem volt, egy másik teremben étterem működött, az emeleti bárhoz nyikorgó falépcsőn lehetett felmenni. Buda 1945. évi ostroma alatt az épület architektúrája komoly sérüléseket szenvedett, ezután 1961-ben a Dél-Budai Vendéglátóipari Vállalat, 1968-ban a Pannónia Vendéglátóipari Vállalat, 1972-ben pedig az Állami Budapest Táncegyüttes birtokába került. Színvonala rohamosan csökkent, majd a rossz állapotú épületet bezárták. Évekig üresen állt, és rövid idő alatt száz évet öregedett.
1992-ben teljesen renoválták az épületet. 15 évig a Várkert Kaszinó működött benne, ahol főúri környezetben várták a szerencsejátékokat kedvelő vendégeket.
2008-ban újabb nagy változás előtt állt a patinás épület. A kaszinókoncesszió lejártával tulajdonosai rendezvénypalotaként vezették be a piacra, így ma Várkert Palota néven, rendezvényhelyszínként várja vendégeit. Három belső terem, kert és teraszhelyiségek, illetve önálló parkoló került a patinás épületben és körülötte kialakításra.
Az épület 2016-ban a Pallas Athéné Alapítványok tulajdonába került. Ekkor nemcsak külső és belső megújításáról kezdtek el gondolkodni, hanem egy új működési funkció kialakításáról is. Már nem egy zárt középület újratervezése volt a cél, mint amilyen például a kaszinó volt, hanem egy nyitott, a művészetek számára is új lehetőséget nyújtó térszerkezet megalkotása. Így formálódott és kristályosodott ki az Ybl Budai Kreatív Ház koncepciója: a történelmi műemlék legyen kulturális találkozópont a Duna partján, kortárs képzőművészeti kiállításokkal, interaktív eseményekkel, előadásokkal, workshopokkal, koncertekkel, filmvetítésekkel és családi programokkal. A hagyományok folytatásaként kávéházzal, kerthelyiséggel és terasszal.